# シゲカズです
シゲカズです（1982年4月6日 - ）は、吉本興業所属のお笑いタレント（ピン芸人）。

## 来歴
大阪府八尾市出身。高校を卒業し、オーストラリアの語学学校へ1年ほど語学留学。その後、東京で1年間引きこもり、そして大阪で2年間アパレルショップで正社員として勤務。その後、カメラマンになりたいと思い話術が必要と感じお笑いを見るようになる。そこで芸人に興味を持ち始め、NSCに入学。
はじめは「しげかず」という芸名で活動していたが、骨折など負傷が相次ぎ、「しげかず」の画数が良くないことを知り現芸名に改名。
NSC在学中から今日まで一度もコンビを組んだことはないが、賞レースに向けたユニットでの活動も行っている。

### ユニット
- ぱいぱい門（2015年8月1日結成）相方：もみちゃん☆ズ

- チューリップフィクサー（2021年5月1日結成）相方：白桃ピーチよぴぴ

- トライデント（2024年2月17日ネタ初披露[6]）相方：河野良祐（元令和喜多みな実）、真輝志

- ストロベリーマカロン（2024年4月1日結成）相方：濱田祐太郎

## 芸風
一人コント、漫談など。ユニットコントをすることも多い。劇団イロモンスターという劇団を立ち上げ定期的に公演をし、関西演劇祭2022にも参加した。また、たくさんの主催公演を企画し人気を博している。ひらかたパークとのコラボイベントをも頼まれるようになり、動員人数は1万人以上。

## 人物
憧れの芸人は、笑福亭鶴瓶。またラーメンズの小林賢太郎の影響も受けている。読書が好きで、大好きな作家は乙一。
アイドルも好きで、乃木坂46などの坂道シリーズやNiziUが特に好き。
NHK教育テレビジョンも好きでびじゅチューン!の曲を主催企画公演で使用していたこともある。
サンリオも好きで特に好きなキャラクターはポムポムプリン。
また、運動神経が悪くよしもと漫才劇場の運動会イベントでリレー選手として走ると、どこも怪我をしていないのに「怪我してるの？」と本気で心配されたことも。運動は苦手だが、小・中とオセロ部に所属しておりオセロはとても強い。
食べ物の好き嫌いが多く、海の幸と山の幸が苦手。味が好きで野菜ばかり食べている。自分は野菜を食べ、後輩たちが肉を食べ膨らんでいくのが楽しみ。仲が良いダブルヒガシの大東翔生からは、「味ヴィーガン」、法人ではなく「個人ユニセフ」と言われている。野菜の他にはチョコレートをひたすら食べている。
コロナ禍前までは、マユリカの阪本、ロングコートダディ、ニッポンの社長の辻、ビスケットブラザーズのきんらとよく旅行に行っていた。
昔からヤーレンズに世話になっており、楢原真樹に「もっと後輩とかとご飯食べた方がいい」と言われ、そこから交友関係を広げ仲良くなった仲間と今のような主催公演を企画するようになった。

## 戦績

### R-1ぐらんぷり／R-1グランプリ
| 年                                                | 結果         | 会場                     | 日程          | 備考 |
| ------------------------------------------------- | ------------ | ------------------------ | ------------- | ---- |
| 2009年                                            | 3回戦進出    | 【大阪】京橋花月         | 2009年2月1日  |      |
| 2010年                                            | 1回戦敗退    | 【大阪】パークスホール   | 2010年1月12日 |      |
| 2011年                                            | 2回戦進出    | 【大阪】テイジンホール   | 2011年1月16日 |      |
| 2012年                                            | 3回戦進出    | 不明                     | 不明          |      |
| 2013年                                            | 1回戦敗退    | 不明                     | 不明          |      |
| 2014年                                            | 2回戦進出    | 不明                     | 不明          |      |
| 2015年                                            | 2回戦進出    | 【大阪】HEP HALL         | 2015年1月15日 |      |
| 2016年                                            | 2回戦進出    | 【大阪】HEP HALL         | 2016年1月26日 |      |
| 2017年                                            | 3回戦進出    | 【大阪】よしもと漫才劇場 | 2017年1月29日 |      |
| 2018年                                            | 2回戦進出    | 【大阪】YES THEATER      | 2018年1月21日 |      |
| 2019年                                            | 3回戦進出    | 【大阪】よしもと漫才劇場 | 2019年1月29日 |      |
| 2020年                                            | 2回戦進出    | 【大阪】なんでもアリーナ | 2020年1月18日 |      |
| （2021年 - 2023年は、当時の芸歴制限により不参加） |              |                          |               |      |
| 2024年                                            | 2回戦進出    | 【大阪】なんでもアリーナ | 2024年1月18日 |      |
| 2025年                                            | 準々決勝進出 | 【大阪】朝日生命ホール   | 2025年1月15日 |      |

### M-1グランプリ
- 2015年 2回戦進出（ぱいぱい門）
- 2016年 2回戦進出（ぱいぱい門）
- 2021年 3回戦進出（チューリップフィクサー）
- 2022年 2回戦進出（チューリップフィクサー）
- 2023年 準々決勝進出（チューリップフィクサー）
- 2024年 準々決勝進出（チューリップフィクサー）、2回戦進出（ストロベリーマカロン）

### キングオブコント
- 2021年 2回戦進出（チューリップフィクサー）[45]
- 2022年 準々決勝進出（チューリップフィクサー）[46]
- 2023年 2回戦進出（チューリップフィクサー）[47]
- 2024年 準々決勝進出（トライデント）[48]
- 2025年 2回戦進出（チューリップフィクサー）[49]

### ダブルインパクト
- 2025年 2回戦進出（チューリップフィクサー）

## 出囃子
- やくしまるえつこメトロオーケストラ『ノルニル 』 [50]

## 単独ライブ
- 2014年10月7日 - 煌Jr.ワンコインライブ「シゲカズですの30分」（5upよしもと）[51]

- 2015年4月4日 - くちびるに毒を（よしもと漫才劇場）[52]

- 2015年7月10日 - 迫りくるくる狂った結末（道頓堀ZAZA POCKET'S）[53]

- 2016年3月20日 - シゲカズです単独ライブ「怒られる物語」（道頓堀ZAZA HOUSE）[54]

- 2017年5月6日 - シゲカズです単独ライブ「僕のいきった怪物」（よしもと漫才劇場）[55]

- 2018年3月17日 - シゲカズです単独公演「私は存在がパンダ」（道頓堀ZAZA POCKET'S）[56]

- 2018年12月23日 - シゲカズですネタ単独と兎で遊ぶライブ ZUU（ズウ） （道頓堀ZAZA POCKET'S）[57]

- 2019年5月12日 - シゲカズですネタ単独&スポーツ企画「コントと漫談と私のスポーツ」 （道頓堀ZAZA POCKET'S）[58]

- 2019年7月27日 - シゲカズですネタ単独&守谷大暴れ企画「コントと漫談と私の先輩」 （道頓堀ZAZA POCKET'S）[59]

- 2019年9月23日 - シゲカズですネタ単独＆阪本大はしゃぎ企画「コントと漫談と私の後輩」 （道頓堀ZAZA POCKET'S）[60]

- 2019年12月1日 - シゲカズですネタ単独＆シゲカズ兎きん３つ巴の大決戦「コントと漫談と私の友達」（道頓堀ZAZA POCKET'S）[61]